# Heudicourt (Somme)
Pour les articles homonymes, voir Heudicourt.
Heudicourt est une commune française située dans le département de la Somme en région Hauts-de-France.

## Géographie

### Localisation

#### Communes limitrophes
| Metz-en-Couture Pas-deCalais | Gouzeaucourt Nord    |                  |
| Sorel                        | Heudicourt (Somme)   | Villers-Guislain |
| Liéramont                    | Guyencourt-Saulcourt | Épehy            |

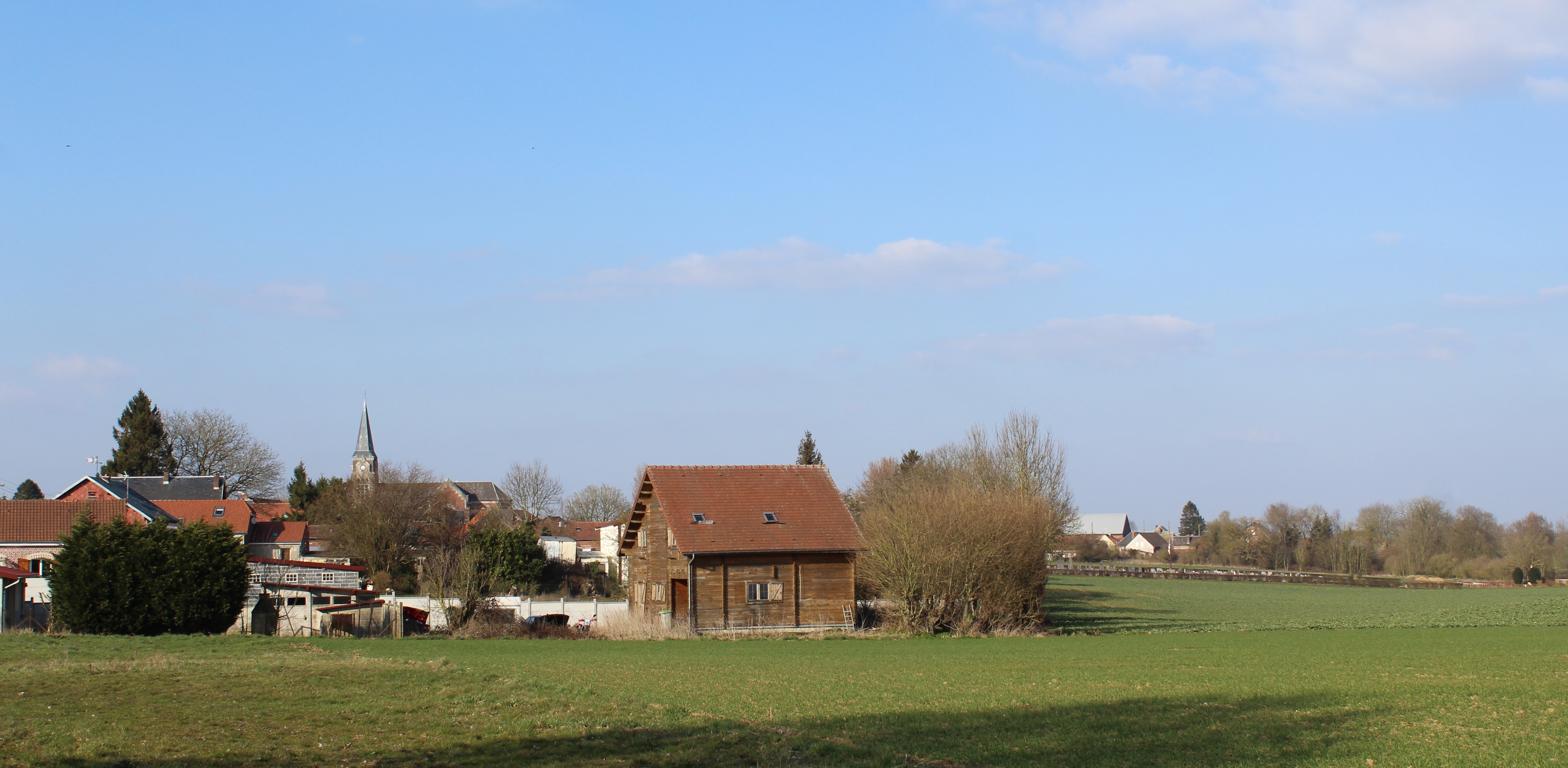
Vue panoramique du village.

### Description

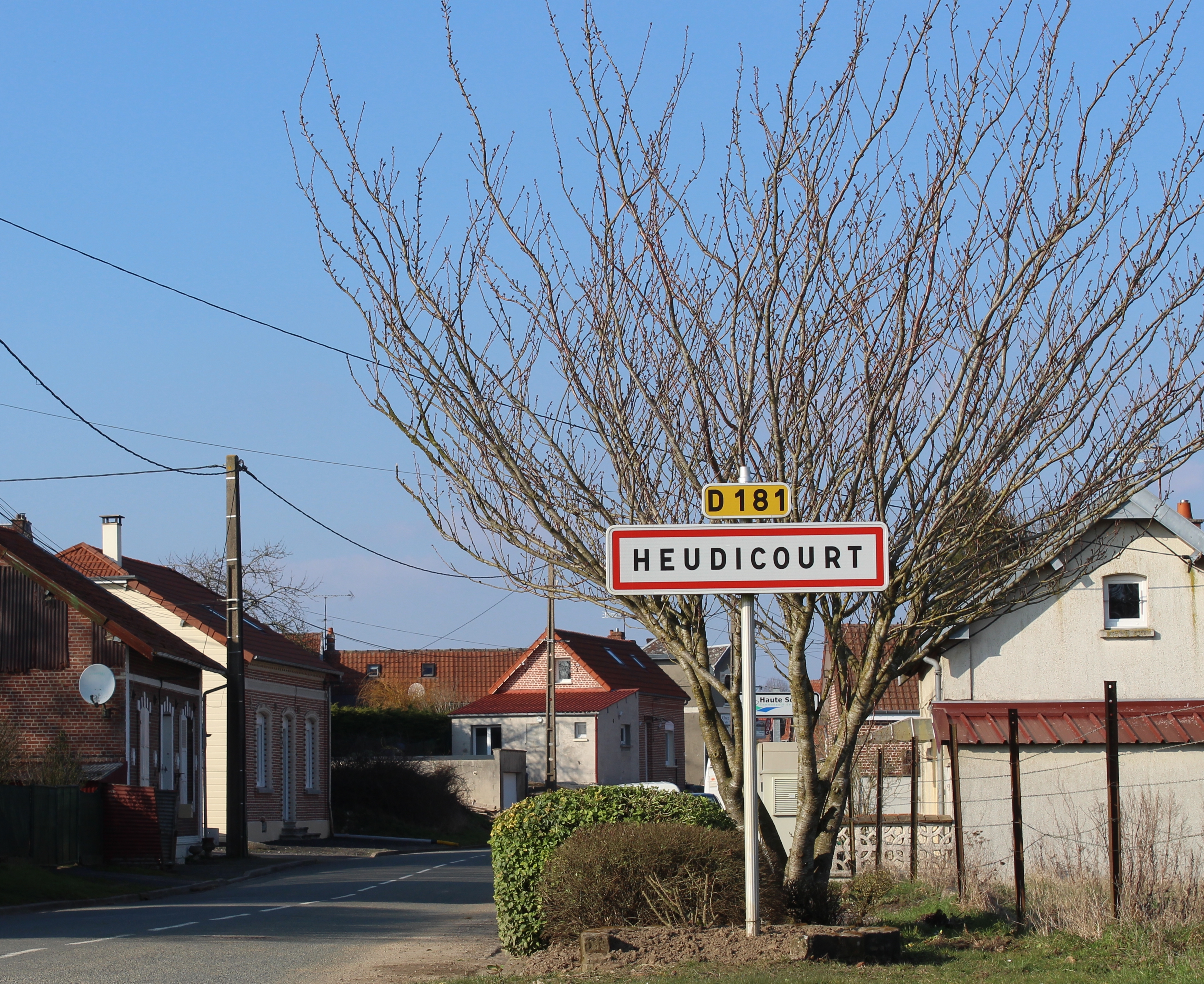
L'entrée du village.

Heudicourt est un village rural picard du Santerre situé en limite des départements du Pas-de-Calais et du Nord, à 12 km au nord-est de Péronne, sur d'anciens chemins antiques : la chaussée Brunehault  de Saint-Quentin à Arras (actuelle RD 58) et un ancien chemin gaulois reliant Péronne à Cambrai, l'actuelle RD no 181.
En 2019, la localité est desservie par la ligne d'autocars no 48 (Épehy - Villers-Faucon - Péronne) du réseau interurbain Trans'80 Hauts-de-France.

### Hameaux et écarts

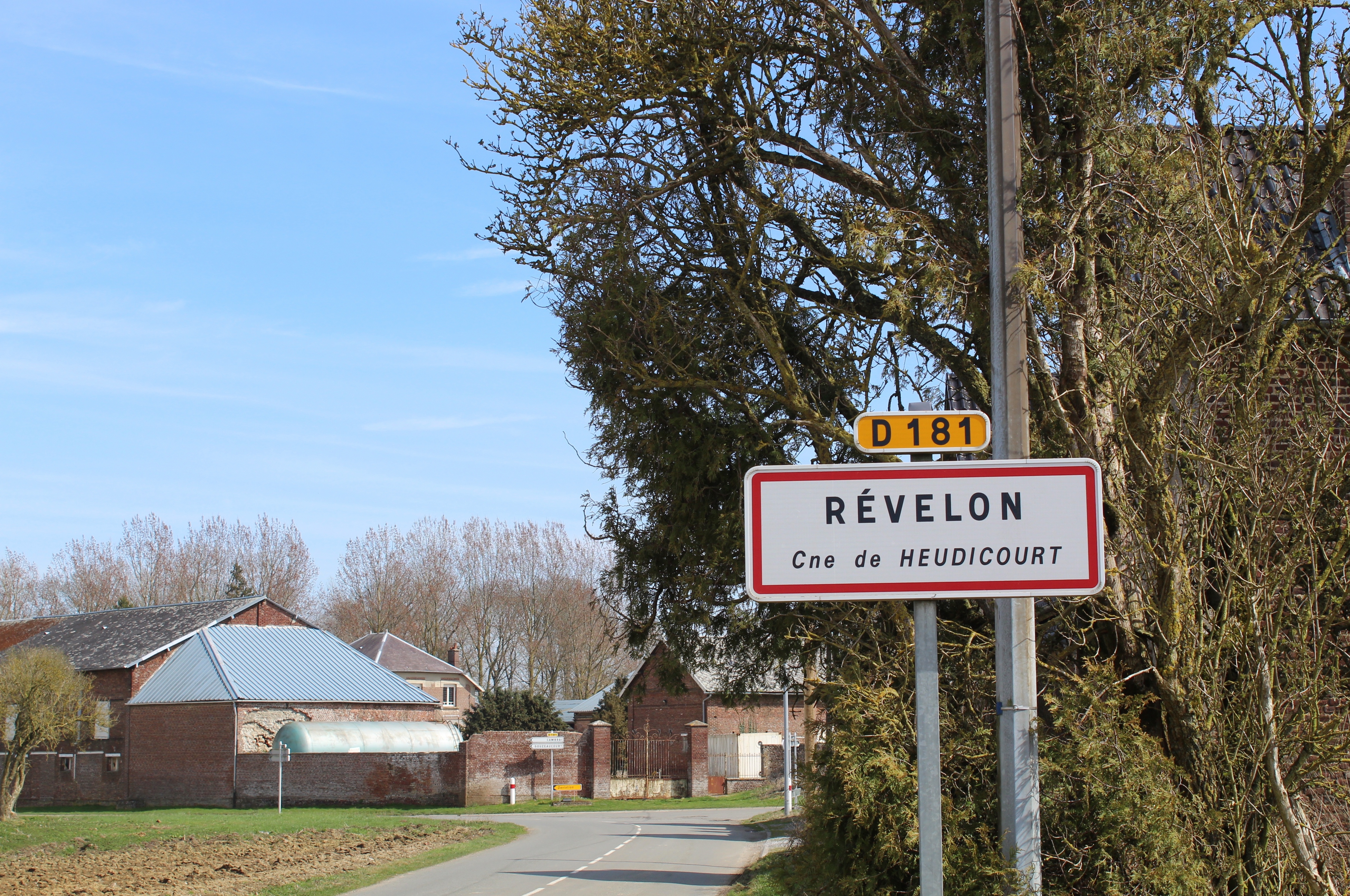

La commune comprend le hameau de Révelon.

### Hydrographie

#### Réseau hydrographique
La commune est située dans le bassin Artois-Picardie. Elle est drainée par le ruisseau la Tortille.

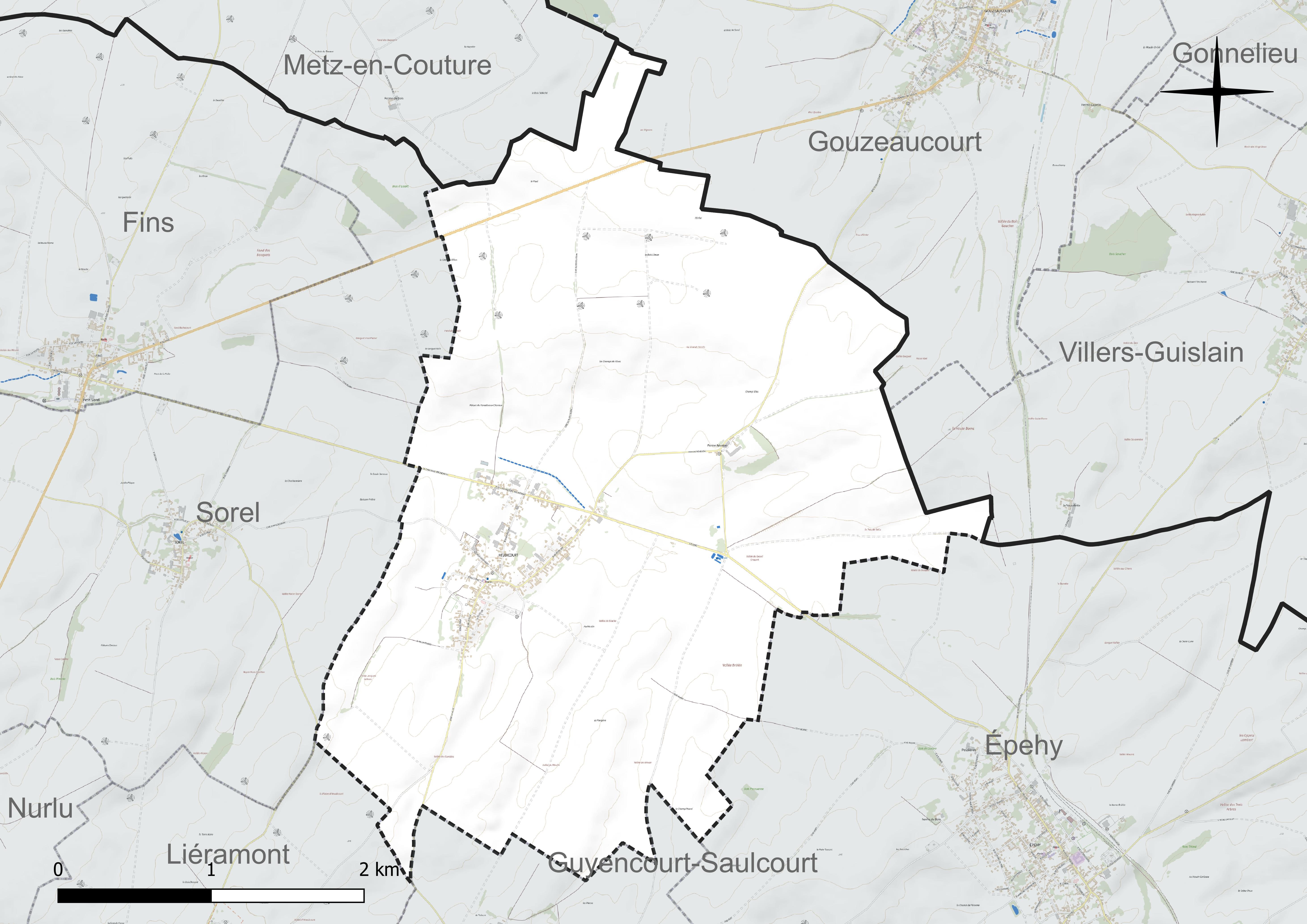
Réseau hydrographique d'Heudicourt.

#### Gestion et qualité des eaux
Le territoire communal est couvert par le schéma d'aménagement et de gestion des eaux (SAGE) « Haute Somme ». Ce document de planification concerne un territoire de 1 798 km2 de superficie, délimité par le bassin versant de la Haute Somme est constitué d'un réseau hydrographique complexe de cours d'eau, de marais, d'étangs et de canaux. Le périmètre a été arrêté le 21 avril 2006 et le SAGE proprement dit a été approuvé le 15 juin 2017. La structure porteuse de l'élaboration et de la mise en œuvre est le syndicat mixte d'aménagement hydraulique du bassin versant de la Somme (AMEVA).
La qualité des cours d'eau peut être consultée sur un site dédié géré par les agences de l'eau et l'Agence française pour la biodiversité.

### Climat
Pour des articles plus généraux, voir Climat des Hauts-de-France et Climat de la Somme.
En 2010, le climat de la commune est de type climat océanique dégradé des plaines du Centre et du Nord, selon une étude du CNRS s'appuyant sur une série de données couvrant la période 1971-2000. En 2020, Météo-France publie une typologie des climats de la France métropolitaine dans laquelle la commune est exposée à un climat océanique et est dans la région climatique Nord-est du bassin Parisien, caractérisée par un ensoleillement médiocre, une pluviométrie moyenne régulièrement répartie au cours de l'année et un hiver froid (3 °C).
Pour la période 1971-2000, la température annuelle moyenne est de 9,9 °C, avec une amplitude thermique annuelle de 14,7 °C. Le cumul annuel moyen de précipitations est de 716 mm, avec 11,7 jours de précipitations en janvier et 9,5 jours en juillet. Pour la période 1991-2020, la température moyenne annuelle observée sur la station météorologique la plus proche, située sur la commune d'Épehy à 4 km à vol d'oiseau, est de 10,6 °C et le cumul annuel moyen de précipitations est de 752,8 mm,. Pour l'avenir, les paramètres climatiques de la commune estimés pour 2050 selon différents scénarios d'émission de gaz à effet de serre sont consultables sur un site dédié publié par Météo-France en novembre 2022.
| Mois                                  | jan.             | fév.             | mars           | avril         | mai           | juin          | jui.          | août          | sep.          | oct.            | nov.            | déc.           | année      |
| ------------------------------------- | ---------------- | ---------------- | -------------- | ------------- | ------------- | ------------- | ------------- | ------------- | ------------- | --------------- | --------------- | -------------- | ---------- |
| Température minimale moyenne (°C)     | 1,1              | 1,3              | 3,1            | 4,8           | 8,2           | 10,9          | 12,8          | 12,8          | 10,3          | 7,7             | 4,3             | 1,8            | 6,6        |
| Température moyenne (°C)              | 3,4              | 4                | 6,9            | 9,8           | 13,2          | 16,1          | 18,3          | 18,3          | 15,2          | 11,3            | 6,9             | 4              | 10,6       |
| Température maximale moyenne (°C)     | 5,7              | 6,8              | 10,7           | 14,7          | 18,2          | 21,2          | 23,7          | 23,9          | 20            | 14,9            | 9,5             | 6,2            | 14,6       |
| Record de froid (°C) date du record   | −13,9 01.01.1997 | −13,4 07.02.1991 | −12,4 13.03.13 | −4,6 08.04.03 | −2 03.05.21   | 1,6 05.06.12  | 4,5 03.07.11  | 4,8 20.08.14  | 0,6 30.09.18  | −4,4 29.10.1997 | −8,8 23.11.1998 | −14,4 18.12.10 | −14,4 2010 |
| Record de chaleur (°C) date du record | 14,3 09.01.15    | 18,1 26.02.19    | 24,1 31.03.21  | 26,6 20.04.18 | 31,2 27.05.05 | 34,5 18.06.22 | 41,1 25.07.19 | 37,4 12.08.03 | 34,4 15.09.20 | 28,3 01.10.11   | 18,8 02.11.20   | 15,8 07.12.00  | 41,1 2019  |
| Précipitations (mm)                   | 63,5             | 57,5             | 55,1           | 44,8          | 62,7          | 62,6          | 60,5          | 68,6          | 55,2          | 69,8            | 70,1            | 82,4           | 752,8      |

## Urbanisme

### Typologie
Au 1er janvier 2024, Heudicourt est catégorisée commune rurale à habitat dispersé, selon la nouvelle grille communale de densité à sept niveaux définie par l'Insee en 2022.
Elle est située hors unité urbaine. Par ailleurs la commune fait partie de l'aire d'attraction de Péronne, dont elle est une commune de la couronne,. Cette aire, qui regroupe 52 communes, est catégorisée dans les aires de moins de 50 000 habitants,.

### Occupation des sols
L'occupation des sols de la commune, telle qu'elle ressort de la base de données européenne d'occupation biophysique des sols Corine Land Cover (CLC), est marquée par l'importance des territoires agricoles (94,1 % en 2018), une proportion identique à celle de 1990 (94,1 %). La répartition détaillée en 2018 est la suivante : 
terres arables (94,1 %), zones urbanisées (5,9 %). L'évolution de l'occupation des sols de la commune et de ses infrastructures peut être observée sur les différentes représentations cartographiques du territoire : la carte de Cassini (XVIIIe siècle), la carte d'état-major (1820-1866) et les cartes ou photos aériennes de l'IGN pour la période actuelle (1950 à aujourd'hui).

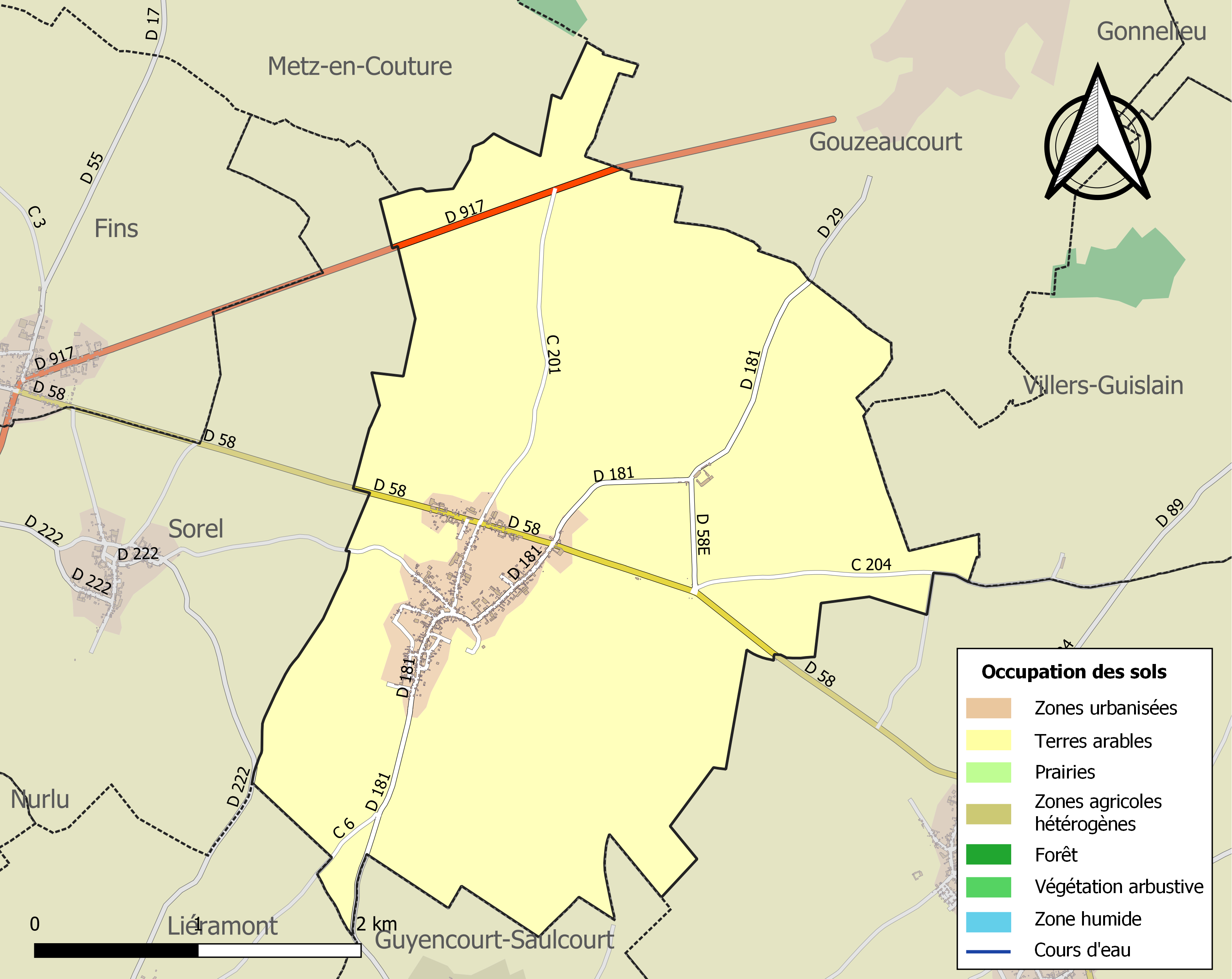
Carte des infrastructures et de l'occupation des sols de la commune en 2018 (CLC).

## Toponymie
Le nom de la localité est attesté sous les formes Eudoldi curtis en 948 ; Eudonis curtis en 948 ; Hadonis curtis en 1046 ; Haldini curtis au XIe siècle ; Heldicurt en 1119 ; Hertidicurt en 1142 ; Heldincurt en 1147 ; Heudincort en 1214 ; Heudincourt en 1274 ; Heuducourt en 1567 ; Audicourt en 1579 ; Hudicourt en 1573 ; Hendicourt en 1648 ; Houdicourt en 1733 ; Heudicourt en 1757.

## Histoire
La commune a été desservie par deux haltes et une station sur la ligne du chemin de fer de Vélu-Bertincourt à Saint-Quentin, un chemin de fer secondaire qui a été mise en service en 1879 et qui a fermé fin 1955.
Au début de son exploitation, elle a permis aux habitants de se déplacer plus facilement, et a favorisé le développement économique du secteur desservi.

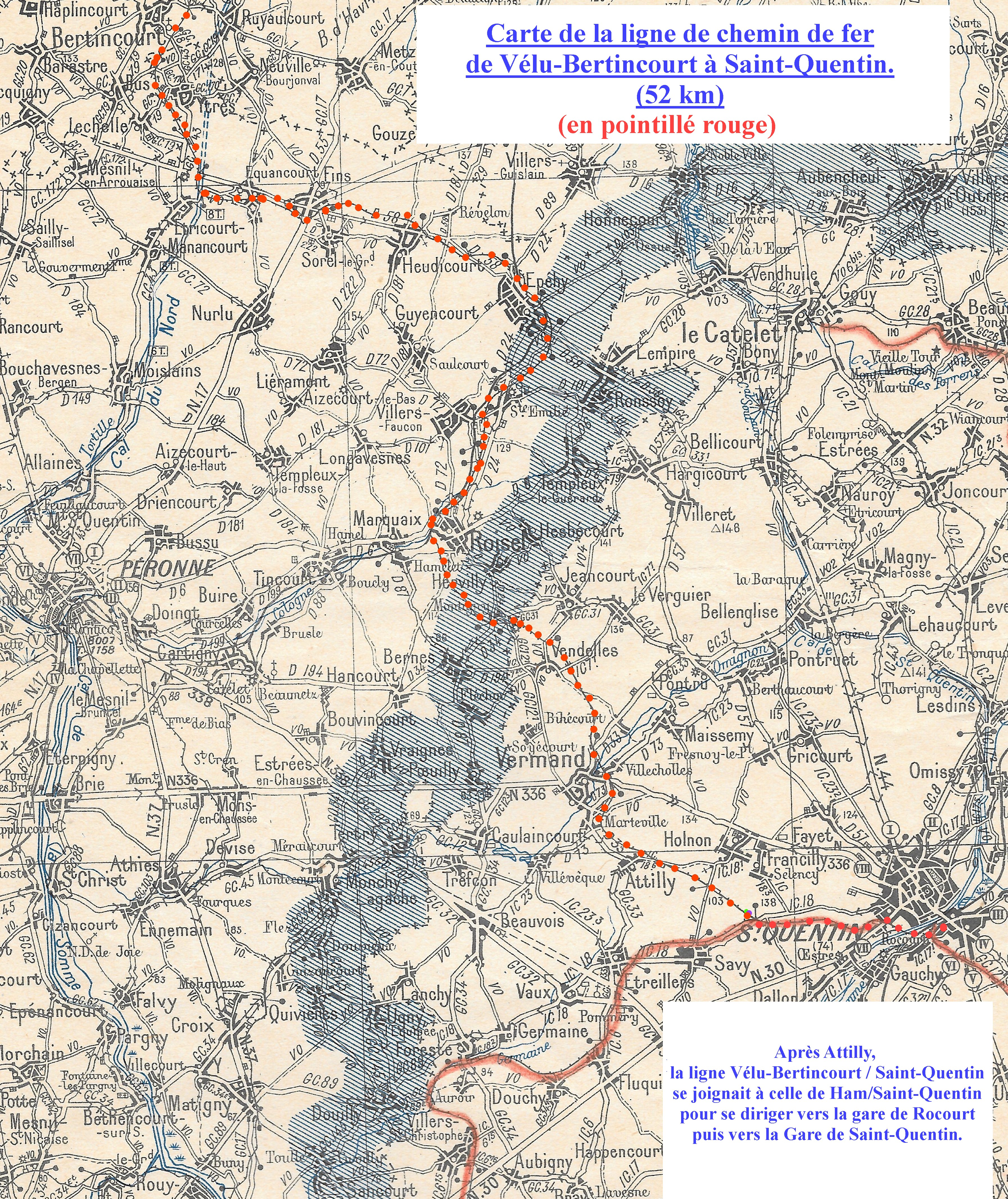
Tracé de la ligne.
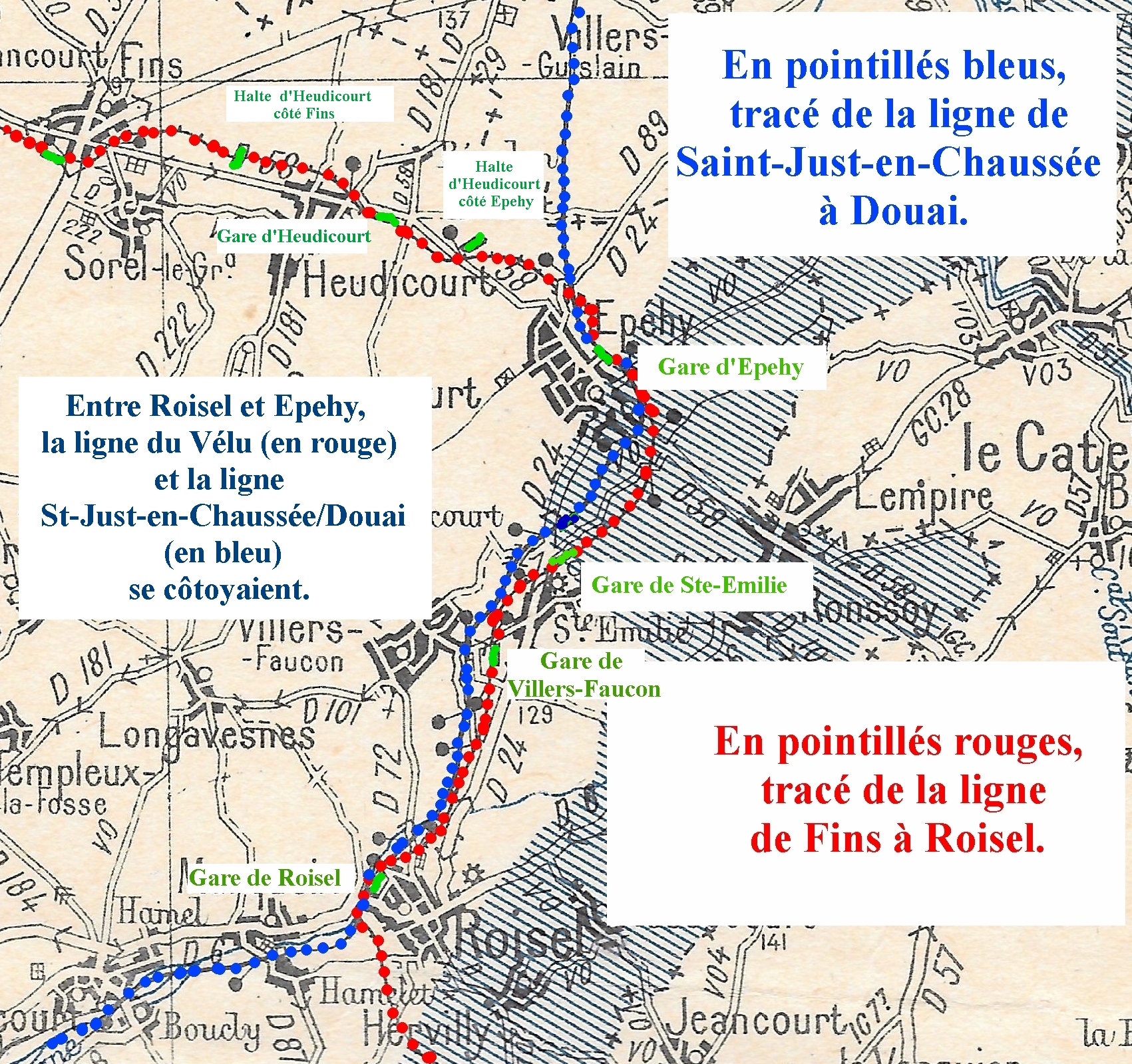
Tracé de la ligne autour d'Heudicourt.
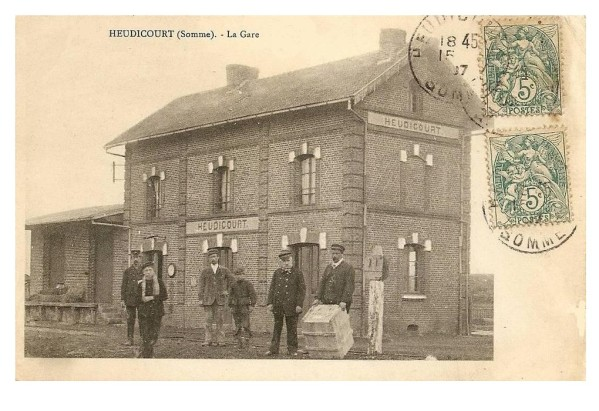
La gare d'Heudicourt, avant les destructions de la Première Guerre mondiale.

La sucrerie Magniez, Villet et Cie est exploitée dans les années 1900 au hameau de Révelon. En 1906, elle est transformée en râperie de betteraves qui alimente la sucrerie Vion de Sainte-Émilie à Villers-Faucon. Sa capacité de traitement est alors de 300 tonnes de betteraves par jour.
Première Guerre mondiale
Comme la plupart des villages de la région, Heudicourt est sorti meurtri de la Grande Guerre, il a été entièrement détruit.
Le 27 août 1914, soit moins d'un mois après la déclaration de guerre, l'armée française bat en retraite vers l'ouest et les Allemands arrivent à Heudicourt.
Dès lors commence l'occupation allemande qui dure jusqu'en mars 1917. Le front se situant à une vingtaine de kilomètres à l'ouest de Péronne, l'activité des occupants consistait principalement à assurer le logement des combattants et l'approvisionnement en nourriture. Des arrêtés de la kommandantur obligeaient, à date fixe, sous la responsabilité du maire et du conseil municipal, sous peine de sanctions, la population à fournir : blé, œufs, lait, viande, légumes, destinés à nourrir les soldats du front. Toutes les personnes valides devaient effectuer des travaux agricoles ou d'entretien. L'outillage de la raperie est démonté et récupéré par l'occupant.
En février 1917, les Dioscures Paul von Hindenburg et Erich Ludendorff, à la suite de la bataille de la Somme, décident la création d'une ligne de défense à l'arrière du front, s'étendant de Lens à Soissons, la Ligne Hindenburg ; lors du retrait des troupes allemandes, tous les villages seront détruits pour ne pas servir d'abri aux troupes franco-anglaises.
Depuis la gare d'Heudicourt, tous les habitants sont évacués par l'occupant dans des wagons à bestiaux vers le nord de la France et la Belgique. En mars 1917, avant le retrait des troupes allemandes sur la ligne Hindenburg, le long du canal de Saint-Quentin,< les maisons sont pillées et incendiées, le village est systématiquement détruit. L'église, la mairie, les écoles et toutes les maisons sont dynamitées et les arbres sciés à un mètre de hauteur : "En avançant vers le nord, les localités de Nurlu, Sorel, Fins, Saulcourt, Heudicourt n'existent plus.".

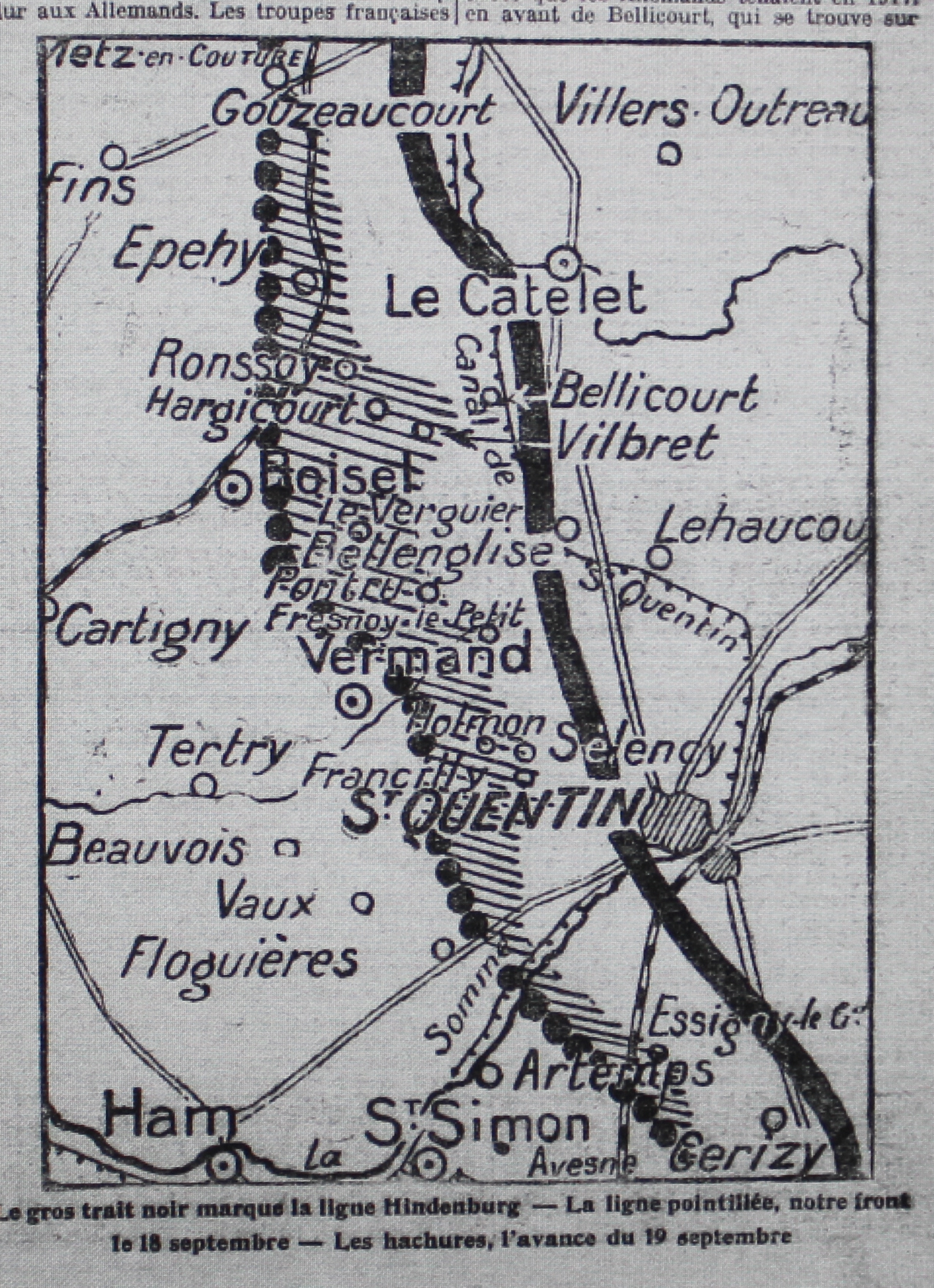
Le front les 18 et 19 septembre 1918, jours de la libération d'Heudicourt.

Le village, vidé de ses habitants, reste occupé par les Allemands ; il est le théâtre de nombreux combats en mars, avril et août 1917,. Les ruines du village sont plusieurs fois reprises par chaque camp et ce n'est que début septembre 1918, lors de la bataille de la ligne Hindenburg qu'Heudicourt est définitivement libéré par les Britanniques.
Le village est considéré comme détruit à la fin de la guerre et a  été décoré de la Croix de guerre 1914-1918, le 27 octobre 1920.
Peu à peu, les habitants évacués reviennent s'installer dans les ruines du village et alors démarre pendant une dizaine d'années la reconstruction du village.
De 1 336 habitants avant la guerre en 1911, Heudicourt n'en comptait plus que 612 en 1921, soit moins de la moitié.

## Politique et administration

### Rattachements administratifs et électoraux
Rattachements administratifs
La commune se trouve  dans l'arrondissement de Péronne du département de la Somme.
Elle faisait partie depuis 1801 du canton de Roisel. Dans le cadre du redécoupage cantonal de 2014 en France, cette circonscription administrative territoriale a disparu, et le canton n'est plus qu'une circonscription électorale.
Rattachements électoraux
Pour les élections départementales, la commune fait partie depuis 2014 du canton de Péronne
Pour l'élection des députés, elle fait partie de la cinquième circonscription de la Somme.

### Intercommunalité
La commune était membre de la communauté de communes du canton de Roisel, un établissement public de coopération intercommunale (EPCI) à fiscalité propre créé en 1994.
Celle-ci est dissoute et ses communes intégrées le 1er janvier 2012 à la plus vaste communauté de communes de la Haute Somme; dont Villers-Faucon est désormais membre.

### Liste des maires
| Période                                  | Période                      | Identité        | Étiquette | Qualité     |
| ---------------------------------------- | ---------------------------- | --------------- | --------- | ----------- |
| Les données manquantes sont à compléter. |                              |                 |           |             |
| 1965                                     | 1985                         | Claude Poty     |           |             |
| 1985                                     | 1992                         | André Damatte   |           |             |
| 1995                                     | 2001                         | Jean Segaert    |           |             |
| mars 2001                                | 2014                         | Philippe Butez  |           | Agriculteur |
| 2014                                     | juillet 2020                 | Serge Denglehem | DVD       | Retraité    |
| juillet 2020                             | En cours (au 5 Juillet 2020) | Michel Leplat   |           | Retraité    |

## Population et société

### Démographie
L'évolution du nombre d'habitants est connue à travers les recensements de la population effectués dans la commune depuis 1793. Pour les communes de moins de 10 000 habitants, une enquête de recensement portant sur toute la population est réalisée tous les cinq ans, les populations de référence des années intermédiaires étant quant à elles estimées par interpolation ou extrapolation. Pour la commune, le premier recensement exhaustif entrant dans le cadre du nouveau dispositif a été réalisé en 2007.

En 2022, la commune comptait 521 habitants, en évolution de +0,39 % par rapport à 2016 (Somme : −1,26 %, France hors Mayotte : +2,11 %).
| 1793  | 1800  | 1806  | 1821  | 1831  | 1836  | 1841  | 1846  | 1851  |
| ----- | ----- | ----- | ----- | ----- | ----- | ----- | ----- | ----- |
| 1 360 | 1 385 | 1 217 | 1 343 | 1 448 | 1 567 | 1 546 | 1 589 | 1 619 |

| 1856  | 1861  | 1866  | 1872  | 1876  | 1881  | 1886  | 1891  | 1896  |
| ----- | ----- | ----- | ----- | ----- | ----- | ----- | ----- | ----- |
| 1 690 | 1 733 | 1 699 | 1 677 | 1 614 | 1 532 | 1 518 | 1 510 | 1 562 |

| 1901  | 1906  | 1911  | 1921 | 1926 | 1931 | 1936 | 1946 | 1954 |
| ----- | ----- | ----- | ---- | ---- | ---- | ---- | ---- | ---- |
| 1 515 | 1 403 | 1 332 | 612  | 859  | 781  | 766  | 718  | 715  |

| 1962 | 1968 | 1975 | 1982 | 1990 | 1999 | 2006 | 2007 | 2012 |
| ---- | ---- | ---- | ---- | ---- | ---- | ---- | ---- | ---- |
| 718  | 686  | 629  | 548  | 491  | 502  | 509  | 509  | 537  |

| 2017 | 2022 | - | - | - | - | - | - | - |
| ---- | ---- | - | - | - | - | - | - | - |
| 507  | 521  | - | - | - | - | - | - | - |

### Enseignement
L'école primaire publique locale est un regroupement de cinq communes (Heudicourt, Fins, Liéramont, Guyencourt-Saulcourt, Sorel). Elle compte 70 élèves à la rentrée scolaire 2023. Elle est située en zone B pour les vacances scolaires, dans l'académie d'Amiens.

## Économie
- Parc éolien du Douiche.

## Culture locale et patrimoine

### Lieux et monuments
- Église Saint-Rémi (XXe siècle)[33].

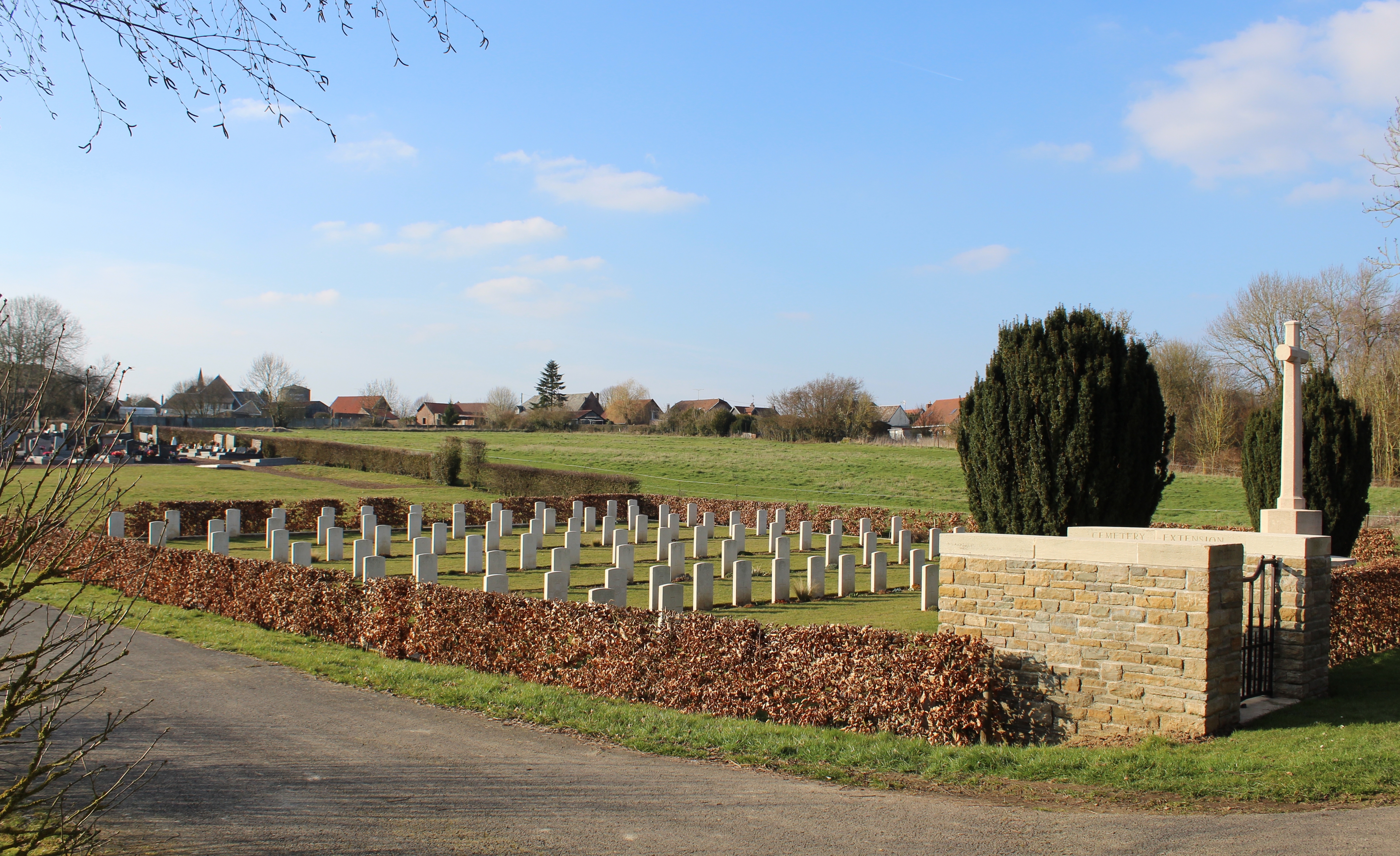
Heudicourt Communal Cemetery Extension.

- Le Heudicourt Communal Cemetery Extension, cimetière militaire britannique de la première Guerre Mondiale.
- Carré militaire du cimetière communal : 
Dans le cimetière militaire au fond du cimetière communal, reposent les corps des soldats britanniques tombés lors des combats de 1917 et 1918 à Heudicourt.

- Chapelle à la Vierge, dite Notre-Dame-des-Sept-Douleurs[34], à l'intersection qui mène à Guyencourt et Liéramont[35].
- Anciens bâtiments industriels : briqueterie Hocquet[36], sucrerie Magniez à Revelon[37], tissages Belfort Légère[38] et le Crin[39].
- Muches
- L'ancienne gare située à l'écart du village, route d'Epehy, sur la ligne de Vélu-Bertincourt à Saint-Quentin en fonction de 1880 à 1955.
- Monument aux morts : 
Sur le monument aux morts sont écrits les noms des 58 soldats heudicourtois morts pour la France[40].
- Borne royale de Gouzeaucourt. : Borne octogonale en grès de 40 X 100 cm, ornée de dauphins et de fleurs de lys sur six faces. Elle porte à son sommet la date « 1578 ». Ce type de borne représentait une limite de territoire ou une limite seigneuriale. Elle fait encore aujourd'hui figure de frontière entre les départements du Nord et de la Somme mais aussi entre les territoires d'Heudicourt (Somme) et de Gouzeaucourt (Nord).

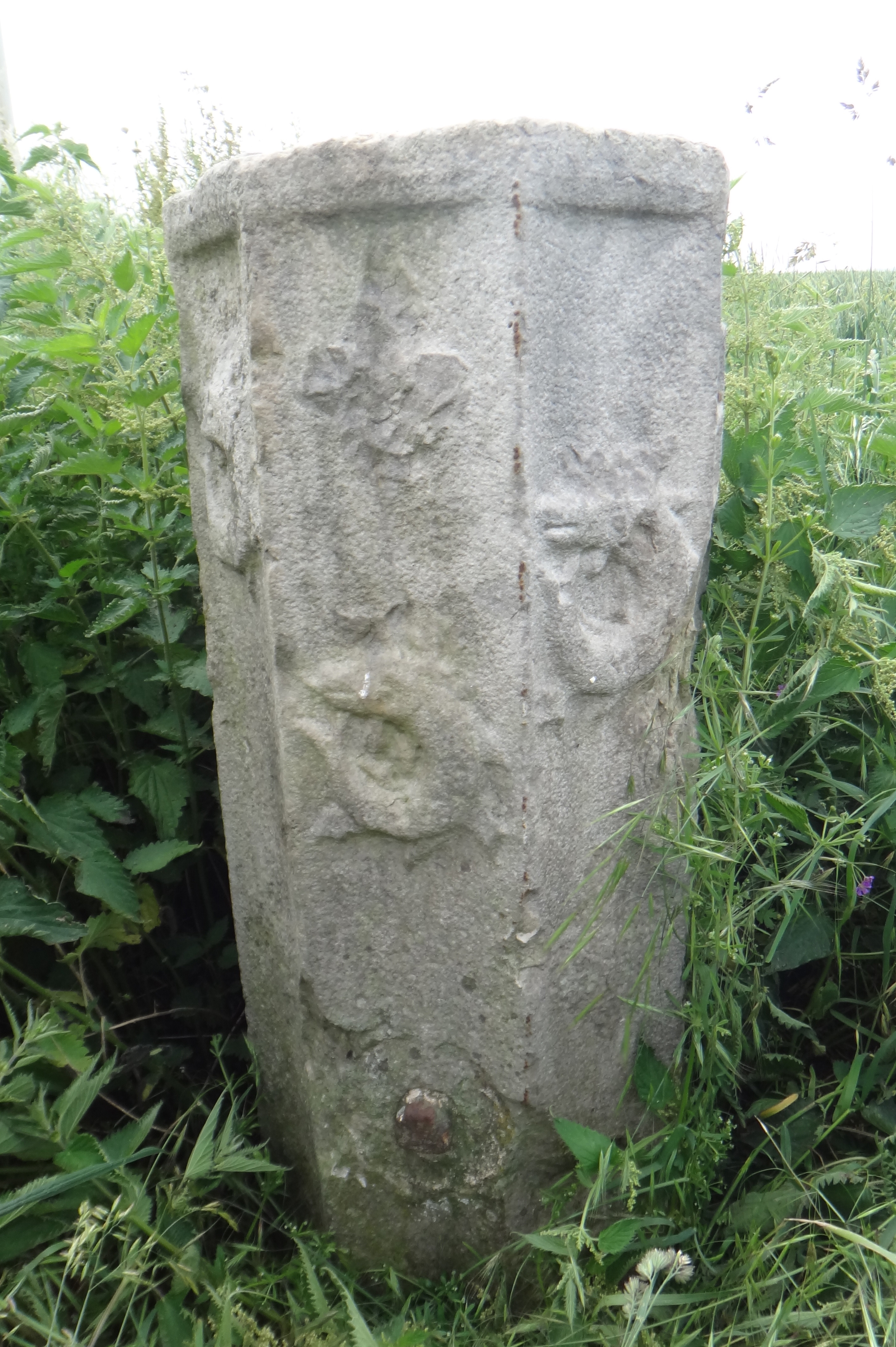
Borne royale de Gouzeaucourt
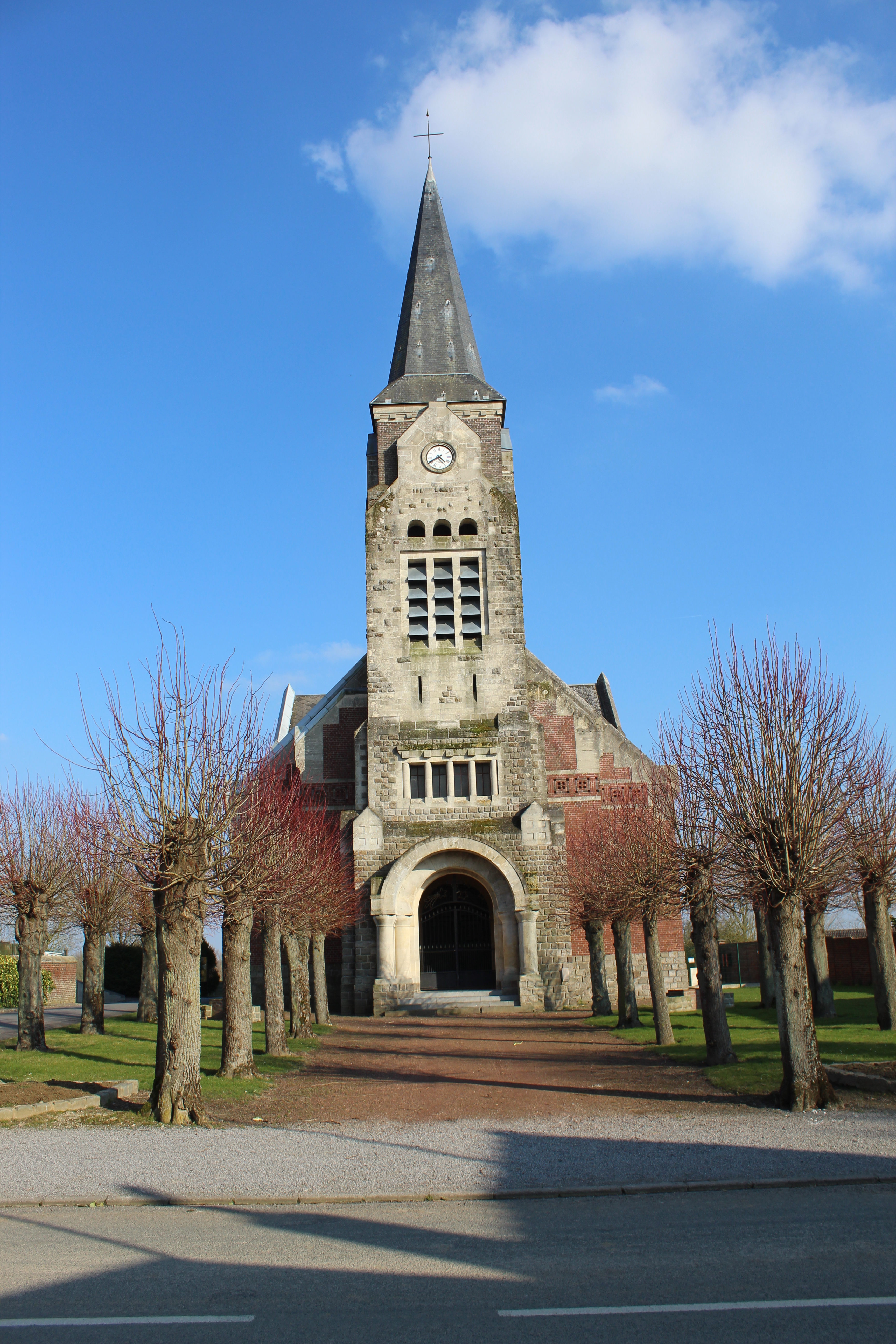
L'église Saint-Rémi
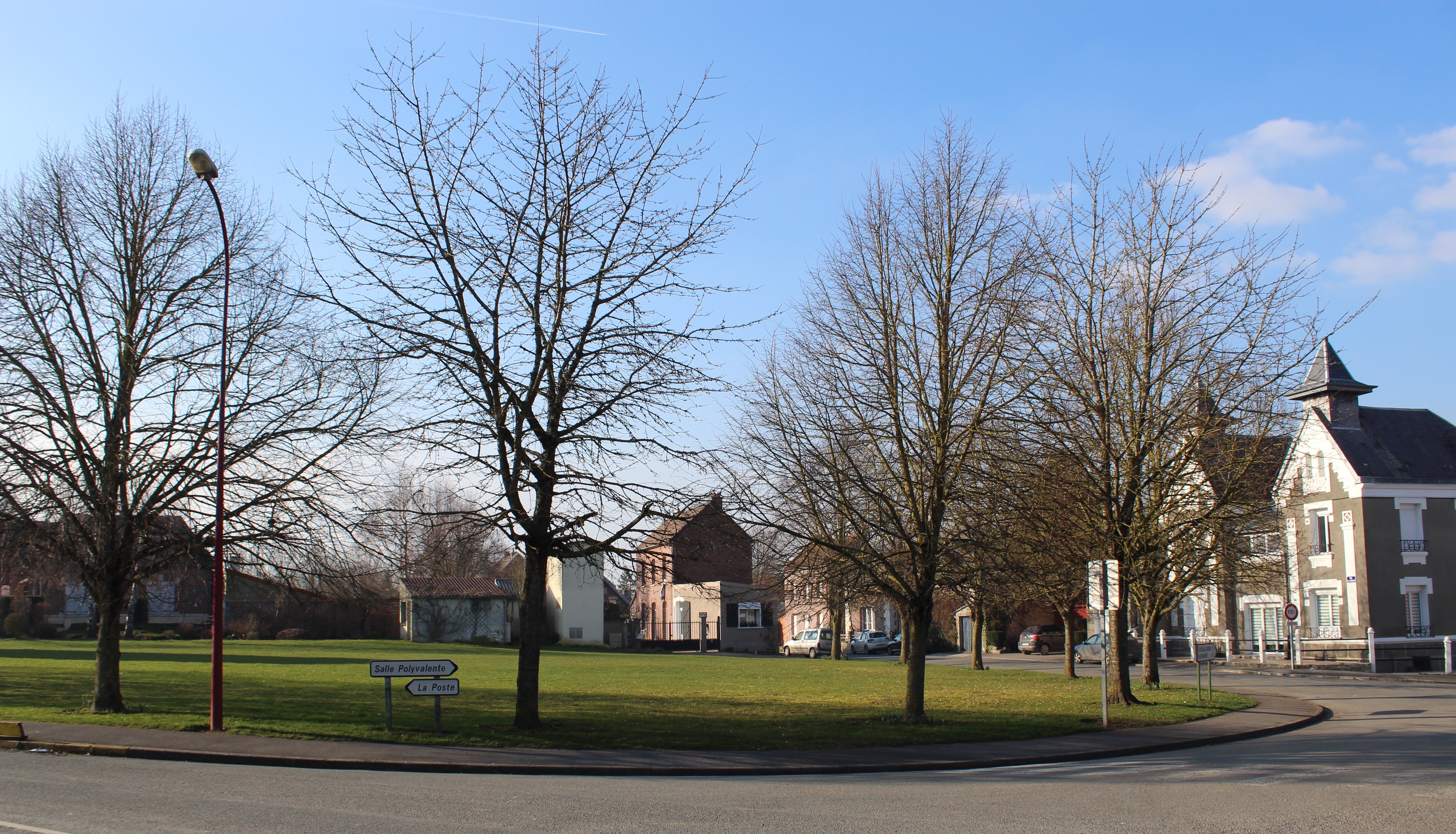
La place de la mairie.
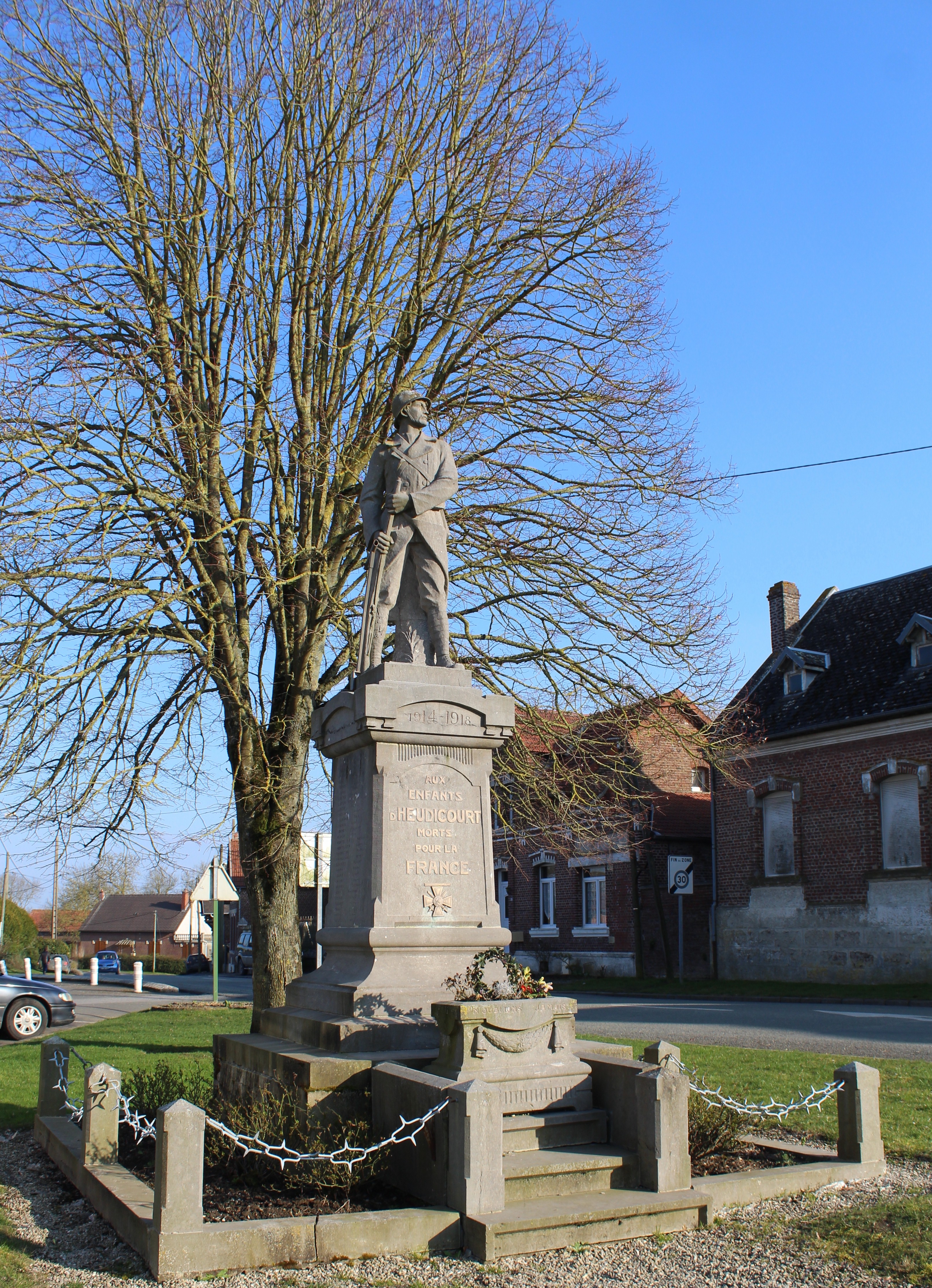
Le monument aux morts.
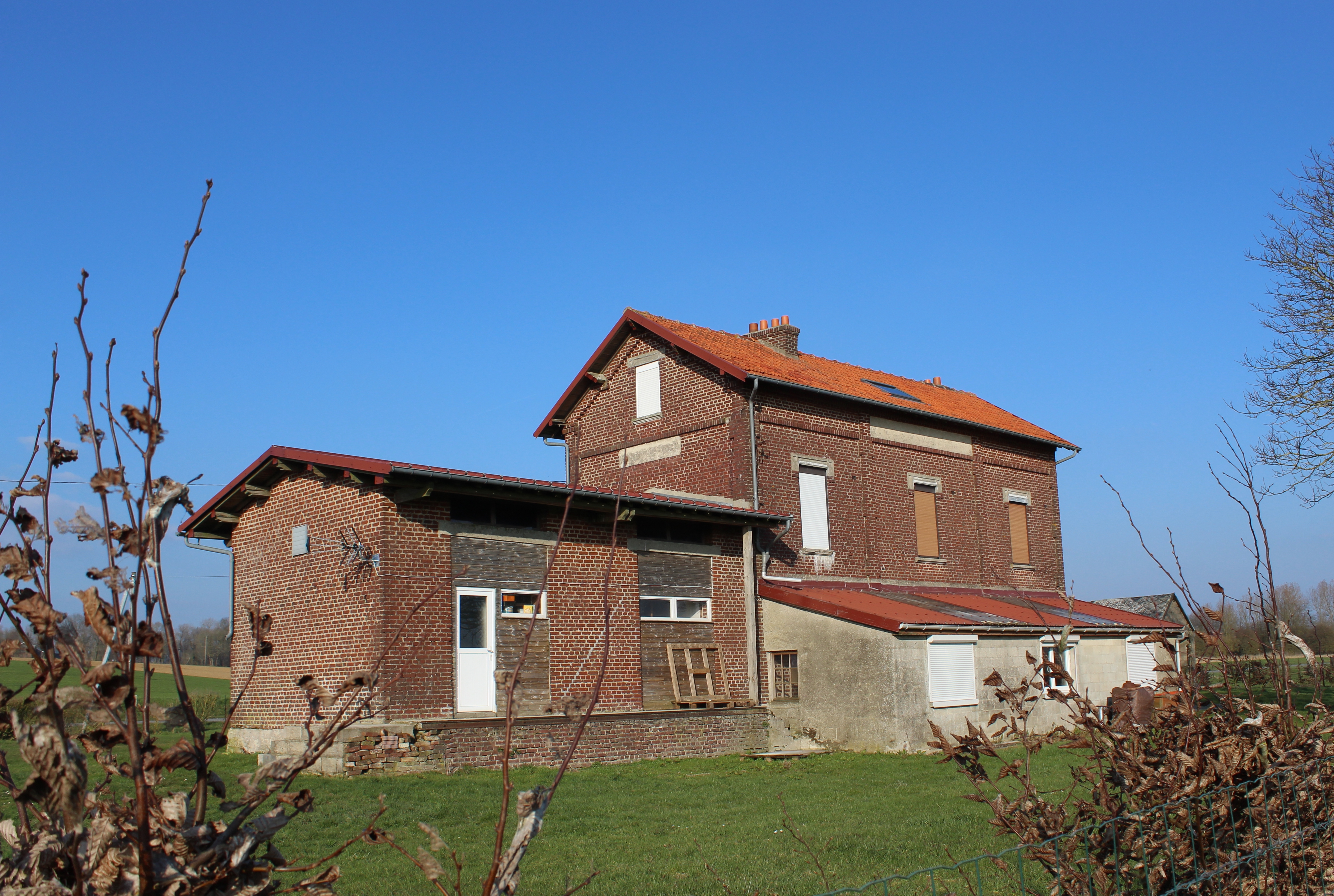
L'ancienne gare.
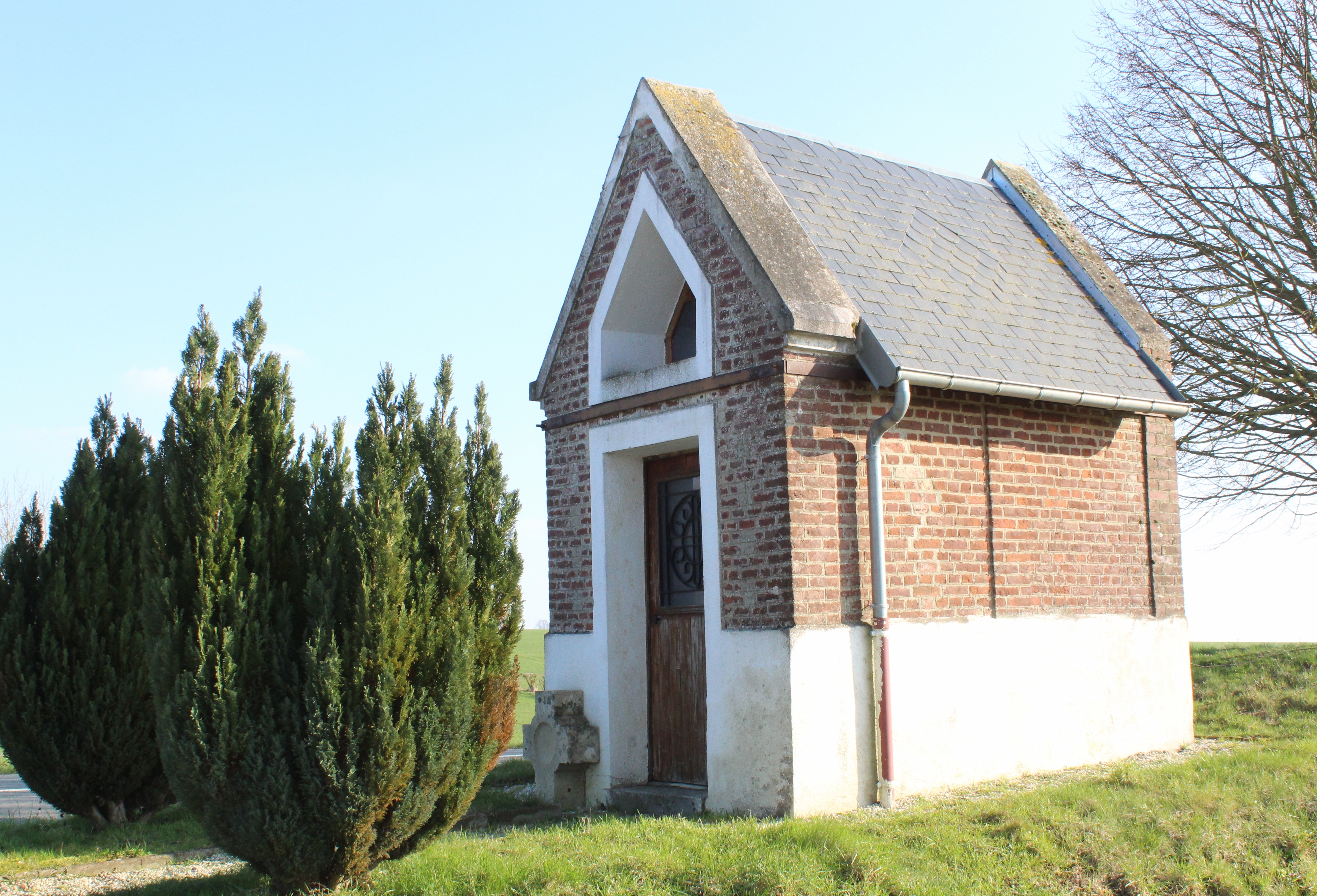
La chapelle Notre-Dame-des-Sept-Douleurs, route de Guyencourt.

### Autres articles
- Liste des communes de la Somme